# Home Nations Championship 1903
L'Home Nations Championship 1903 (in gallese Pencampwriaeth Rygbi'r Pedair Gwlad 1903) fu la 21ª edizione del torneo annuale di rugby a 15 tra le squadre nazionali di Galles, Inghilterra, Irlanda e Scozia.
Ritorno al successo della Scozia, campione due anni prima e relegata all'ultimo posto nell'edizione precedente, che vinse anche il Triple Crown e la Calcutta Cup proprio nell'incontro di chiusura di torneo a Edimburgo, che costrinse l'Inghilterra al whitewash.
Il valore delle marcature, come stabilito dall’IRFB nel 1893, era: 3 punti per ciascuna meta (5 se trasformata), 3 punti per la realizzazione di ciascun calcio piazzato, 4 punti per la realizzazione di ciascun drop o mark.

## Nazionali partecipanti e sedi
| Squadra     | Città           | Impianto interno         |
| ----------- | --------------- | ------------------------ |
| Galles      | Cardiff Swansea | Arms Park St. Helen's    |
| Inghilterra | Richmond        | Athletic Ground          |
| Irlanda     | Dublino         | Lansdowne Road           |
| Scozia      | Edimburgo       | Inverleith Sports Ground |

## Risultati
| Arbitro: | Robert Welsh |

|                               |    |        |
| J. Hodges (3) D. Owen Pearson | mt | Dobson |
| Bancroft (3)                  | tr | Taylor |

| Arbitro: | Ed Martelli |

|       |      |  |
| Kyle  | mt   |  |
| Timms | c.p. |  |

| Arbitro: | Crawford Findlay |

|        |      |  |
| Ryan   | mt   |  |
| Corley | c.p. |  |

| Arbitro: | Frederick Alderson |

|         |    |  |
| Crabbie | mt |  |

| Arbitro: | Percy Coles |

|                                              |    |  |
| W. Llewellyn (2) R. Gabe T. Morgan (2) Brice | mt |  |

| Arbitro: | Billy Douglas |

|                |      |               |
| Dobson Forrest | mt   | Dallas Simson |
|                | drop | Timms         |

## Classifica
| Pos | Squadra     | G | V | N | P | PF | PS | DP  | Pt |
| --- | ----------- | - | - | - | - | -- | -- | --- | -- |
| 1   | Scozia      | 3 | 3 | 0 | 0 | 19 | 6  | +13 | 6  |
| 2   | Galles      | 3 | 2 | 0 | 1 | 39 | 11 | +28 | 4  |
| 3   | Irlanda     | 3 | 1 | 0 | 2 | 6  | 21 | −15 | 2  |
| 4   | Inghilterra | 3 | 0 | 0 | 3 | 11 | 37 | −26 | 0  |